# Kawai Kenta
Kenta Kawai (sinh ngày 7 tháng 6 năm 1981) là một cầu thủ bóng đá người Nhật Bản.

## Sự nghiệp câu lạc bộ
Kenta Kawai đã từng chơi cho Ehime FC.